# بوب عزام

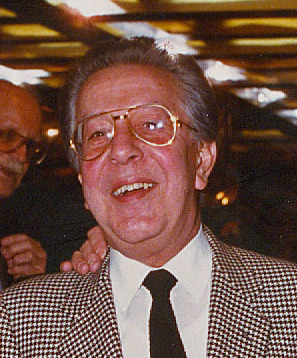
وادی جرج عزام

وادی جرج عزام با نام هنری بوب عزام (به فرانسوی: Bob Azzam)(زادهٔ ۲۴ اکتبر ۱۹۲۵ در اسکندریه - درگذشتهٔ ۲۴ ژوئیهٔ ۲۰۰۴ در موناکو)
یک خواننده مصری تبار بود که با ترانه ای به نام «یا مصطفی» در اواخر دههٔ ۱۹۶۰ میلادی در فرانسه به موفقیت رسید.
این آهنگ در رتبهٔ ۲۳ام جدول تک‌آهنگ‌های بریتانیا قرار گرفت و چهار هفته نیز در این جدول باقی ماند.عزام مدرک مهندسی الکترونیک
داشت و در پشت صحنه و استادیوهای ضبط صدا کار می‌کرد.

## زندگی‌نامه
بوب عزام کار خود را در کشور ایتالیا و در سالهای پایانی دههٔ ۱۹۵۰ میلادی با خواندن آهنگهایی به زبانهای ایتالیایی و انگلیسی که به همراه گروهش اجرا می‌کرد آغاز کرد.
در سالهای ۱۹۶۰ او دو آهنگ که تأثیر گرفته از موسیقی شرقی بودند را با نامهای  "یا مصطفی" و "Fais-moi du couscous, chéri" منتشر کرد. در همان سال او جایزهٔ بزرگ دیسک را برای آهنگ "Viens à Juan les Pins" بدست آورد.
پس از این دوره موفقیتش رو به افول رفت. با اینحال او همچنان با گذاشتن تورهای کنسرت به همراه گروه ارکسترش و همچنین بازکردن یک نایت کلاب در شهر ژنو به کار خود ادامه داد. جاناتان ریچمن، رشید طاها و همین‌طور گروه لبند اَ برزیل بازخوانی‌هایی از آهنگ یا مصطفی و Fais-moi du couscous, chérie داشتند.